# Acridocarpus perrieri
Acridocarpus perrieri là một loài thực vật có hoa trong họ Malpighiaceae. Loài này được Ames mô tả khoa học đầu tiên năm 1945.